# Карельське князівство

Карельське князівство (карел. Varšinaiš Karjala) — середньовічне державно-територіальне утворення, яке розташовувалося на території сучасних Росії, Фінляндії та Норвегії.

## Передісторія
У ранньому Середньовіччі для карелів були характерні досить сильні пережитки родоплемінних відносин, але разом з тим була наявна і складна соціальна організація, що давала суттєві переваги в протистоянні з іншими народами. На відміну від іжорців, що виділилися приблизно в VI столітті зі складу карелів та зберегли чисто родоплемінне управління старійшинами, карели вже у VII столітті обирали собі князів, що носили специфічний карельський титул валіт. Виборні князі спочатку керували тільки військовими справами і не були ні феодалами, ні суверенними государями, а їх титул не був спадковим. Більше того, до пізнього Середньовіччя зберігалася практика змішання функцій власне князів і старійшин великих карельських погостів, які часто теж носили титул валітів. Тому достовірно визначити, коли у середньовічних карелів склалися саме феодальні держави, дуже складно. Імовірно, спочатку існувало безліч дрібних князівств, цілком самостійних у внутрішніх справах, але пов'язаних спільними звичаями та які об'єднувалися проти зовнішнього ворога. Крім того, валіти очолювали походи карельського всенародного ополчення та найманих дружин для приєднання нових земель (як правило це були походи з метою підкорення лопарів), а на приєднаних територіях влада валітів вже не обмежувалася авторитетом старійшин і була по суті абсолютною.
Раніше вважалось, що стародавні карельські князівства утворювалися за етнічним принципом — тобто це були протодержавні утворення так званих п'яти «родів карельських дітей» — п'яти найбільших родоплемінних об'єднань карелів. Проте в результаті досліджень з'ясувалося, що ці роди мали значення, швидше подібне кастам, ніж були засобом внутріплеменної самоідентифікації. Тобто карельські князівства від самого спочатку були поліетнічними державними утвореннями, які формувались за географічним, а не етнічним принципом. Їх населяли як карели, так і представники інших фіно-угорських народів (іжора, сумь і ямь, весь, лопь), а також слов'яни.

## Карелія та Русь

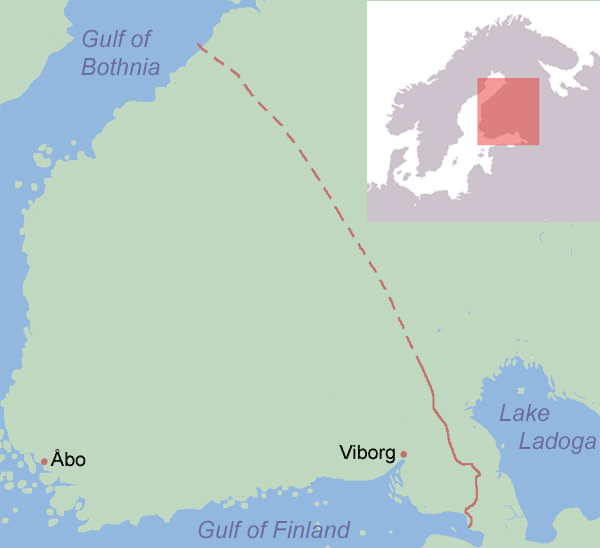
Кордон між Швецією та Великим Новгородом за Орехівським договором.

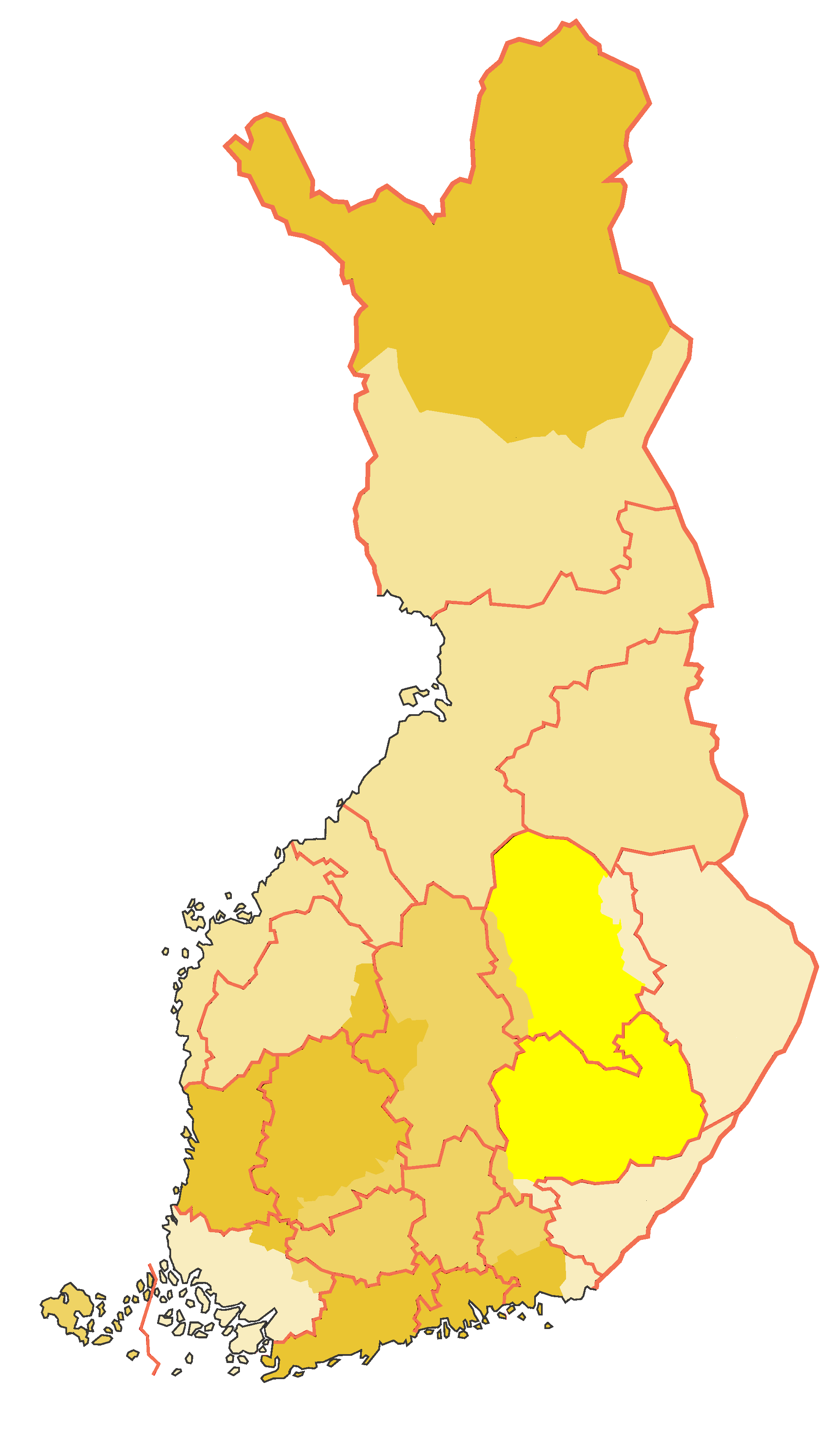
Савонія на мапі сучасної Фінляндії (виділена жовтим кольором)

Наприкінці VII століття кілька західних карельських князівств завоював і включив до складу своєї держави данський конунг Івар Набувач, однак у битві з союзним військом всіх карельських князів він зазнав поразки і був убитий. У VIII-IX століттях підноситься як загальнокарельський центр Корела, і князь цього міста вважається старшим серед інших. Поступово в результаті процесу централізації шляхом об'єднання дрібних карельських погостів і князівств формуються більші, головним з яких вважалася так звана Власне Карелія (карел. Varšinaiš Karjala) зі столицею у місті Корелі. Аналогічні великі князівські центри з укріпленими замками створювалися у Виборзі та Тиверську, але їхнє формування було перервано шведською експансією. У результаті Виборзьке князівство припинило своє існування, а Тиверське увійшло до складу Власне Карелії, хоча Тиверський княжий стіл продовжував існувати як мінімум до 1411 року. Судячи з «Саги про Гальвдана, сина Ейстейна» в X столітті Карелія вже була цілком централізованою державою.
Як наслідок шведської і данської активності у Балтиці карельські князі все більше тяжіли до союзу з Новгородом і в XI столітті вже неодноразово брали участь у походах руських князів на ямь (фінське плем'я, яке прийняло шведський васалітет і докучало набігами) разом з Ярославом Мудрим і потім з його сином Володимиром. У 1042 році Володимиром був встановлений договірний кордон зі шведами по річці Кюмь на захід від Виборга. В цей же час дрібні князівства все більш і більш інтегруються до складу єдиної карельської держави, хоча залишається ще чіткий поділ на Власне Карелію та інші території. На північ від Власне Карелії формується друге велике карельське князівство — Савонія (Саво). У XII-XIII століттях Власне Карелія і дрібніші князівства, які визнавали старшинство її князя, поступово інтегрувалися до складу Новгородської республіки як союзники. Одночасно з цим не слабшав і натиск шведів. Після 30 років перманентної війни на Карельському перешийку в 1323 році між Швецією і Новгородською республікою був укладений «вічний» Орехівський (Нотебурґській) мир. За договором Новгород поступався Швеції частиною Власне Карелії до річки Сестри, визнавав владу Швеції над Савонією і дрібними карельськими князівствами у південній Ботнії, але зате в склад тепер вже єдиного Карельського князівства увійшли території північної Ботнії, майже вся Лапландія, приполярні території, Помор'я і Прионежжя. Було остаточно офіційно закріплено напіввасальний статус всієї Карелії по відношенню до Новгорода.

## У складі Новгородської республіки
Після Орехівського миру на території, що відійшла шведам, карельське самоврядування був ліквідовано, всі угіддя реквізовані, а місцеві жителі закріпачені. В уцілілій під новгородською владою частині Карельського князівства карельське самоврядування зберігалося ще більше двохсот років. Однак Новгород вже відкрито ігнорував автономію Карелії і в 1333 році віддав Корелу разом з іншими своїми передмістями в «кормління» князю Нарімунту Ґедиміновичу.
Ось що зазаначає про Наримунта «Оксамитова книга»:
… Наримантъ, после отца своего Едимана селъ на великомъ княжении на Литовскомъ, и бысть ему брань съ Татары, и впаде въ руце Татаромъ, въ тожъ время бывшу Великому Князю Ивану Даниловичу въ орде, и Нариманта выкупилъ, и отпустилъ его на великое княжение. Наримантъ же, не дошедъ въ своея вотчины, крестися по своему обещанию, и нареченъ бысть во святомъ крещении Глебъ; и тогда братья его и вся земля Литовская не даша ему великаго княжения, а посадиша на великое княжение Олгерда, а Нариманта взяли въ Великий Новгородъ на пригороды …
Як наслідок, в зиму 1337–1338 років була зроблена остання спроба суверенізації Карелії — у Корелі князь таємно прикликав шведів, з їх допомогою вибив нечисленних новгородців і литовців, а після цього вибив з фортеці самих шведів, і користуючись замерзлими озерами Вуокси як зимником, дійшов до Виборга і спробував його взяти. За цей час проновгородська партія у нього в тилу підняла заколот, і в результаті автономія Карельського князівства, як вікового союзника Новгорода, була остаточно ліквідована. З цього часу склалася парадоксальна ситуація — Карельське князівство стало по суті удільним князівством усередині Новгородської землі, і його територія була адміністративно розділена між Водською і Обонежською п'ятинами, але при цьому карели, що проживали на території князівства, продовжували підкорятися своєму валіту. За Корелой остаточно закріпився статус новгородського «передмістя», а валіти відтепер затверджувалися Новгородом і отримали статус посадників. При цьому карельські князі продовжували розширювати територію Карельського князівства, зокрема був приєднаний Кольський півострів і нинішнє норвезьке заполяр'є. У період свого максимального розширення Карельське князівство охоплювало всю територію сучасної Карелії та Мурманської області, північні і східні губернії Фінляндії, частину полярної Норвегії, а також частину Ленінградської, Вологодської та Архангельської областей. Крім валітів Карельським князівством після Нарімунта правили ще чотири удільних князя-ґедиміновича, але після початку процесу поступового підпорядкування Новгородської землі Московському князівству роль і валітів, і удільних князів все більш зменшувалась. Нащадки валітів до другої половини XV століття перейшли у боярський стан, а останнім удільним князем Карельським був Іван Володимирович Бельський. У цей час Карельське князівство в новгородських і московських документах іноді називали Карельською землею, хоча адміністративно зі складу Новгородської землі вона не виділялася. Росія остаточно втратила контроль над Корелой і власне Карелією за результатами Столбівського миру, і повернула його собі тільки після Північної війни.

## У складі Швеції
Після укладення Столбівського миру королі Швеції взяли також титул князів Карельських, а значна територія Карельського князівства разом зі столицею Корелой, перейменованою в Кексґольм, була включена до складу Великого герцогства Фінляндського. За іншими джерелами, князівство не було включено до складу Фінляндії (на відміну від Ореховецького князівства, що стало Нотебурґським леном), а було включено до складу Швеції на правах персональної унії. Територія князівства була розділена на адміністративні лени, крім того в рамках князівства було створено кілька дрібніших феодальних володінь, наприклад графство Кронборґ зі столицею у фортеці Кронборґ (сучасне Куркійокі), Кексґольмське графство та інші. Політика державного протекціонізму у шведському королівстві по відношенню до шведів і почасти фінів на завойованих землях, жорстока дискримінація місцевих жителів за національною ознакою і віросповіданням призвела до масової втечі карельського, російського і взагалі православного населення з території власне Карелії. Більшість біженців осіло в тій частині Карельської землі, яка залишилася в складі Росії, а також утворило великі компактні райони розселення карелів в околицях Тихвіна, Твері та на Валдаї.